# Eumenes sardous
Eumenes sardous är en stekelart som beskrevs av Guiglia 1951. Eumenes sardous ingår i släktet krukmakargetingar, och familjen Eumenidae. Inga underarter finns listade i Catalogue of Life.